# 欢乐一家亲
《歡樂一家親》是一部在NBC上连续播出11季的美国情景喜剧电视连续剧，该剧1993年9月16日播出首集，2004年5月13日播出最终集。该节目由大卫·安格尔 、 皮特·凯西和大卫·李（以格鲁布街制作公司的名义）与凯尔西·格拉默（2004年），联合派拉蒙网络电视台联合创作和制作。
该连续剧最初是以《欢乐酒家》的衍生剧而创作，讲述心理学家弗雷泽·克瑞回到家乡西雅图并受聘广播建议节目主持人从而开始新人生的故事。与此同时，他接纳了他的父亲马丁，一位因伤退休的警察一同生活。并与他的兄弟奈尔斯，一位精神病医生，重新建立了友谊。弗雷泽由同名角色的演员凯尔西·格拉默出演，其他主要演员包括简·李维斯、大卫·海德·皮尔斯、佩里·吉尔平和约翰·马奥尼。
该电视剧受到广泛好评，该剧及其演员阵容赢得了 37 项黄金时段艾美奖，这是当时电视连续剧的最高纪录。 该剧还连续五年获得黄金时段艾美奖杰出喜剧系列奖。
该剧的一次重聚剧集2023年在派拉蒙+上发布。

## 概述
毕业于哈佛大学的心理学家弗雷泽·克瑞（格拉默）离婚后，结束了他在波士顿的生活（见《欢乐酒家》）回到了他的家乡，华盛顿州的西雅图。然而，当他不得不与他的父亲马丁（马奥尼）一同生活时，他一帆风顺的新生活遇到了重大挑战。马丁（马奥尼）是一名退休的西雅图警察局警察，因在一次巡逻任务中遭到枪击受伤，被迫柱起拐杖并退休。
弗雷泽聘请了黛芬妮·沐恩（李维斯）担任马丁的住家理疗师和管家，并接纳了马丁的狗艾迪。弗雷泽经常与同样是心理医生的弟弟奈尔斯相聚，而奈尔斯爱上了黛芬妮，并最终与她结婚。
弗雷泽在西雅图的KACL电台担任主持人，主持一款电话谈话节目，名叫《弗雷·泽克瑞博士秀》。他的制作人若兹·道尤是和弗雷泽完全不同的人，她直截了当且接地气，并且频繁更换男友。不过若兹和弗雷泽在专业上互相尊重且能够理解对方的幽默感，不久后他们就成为了亲密好友。弗雷泽和其他人经常光顾电台附近的內窝萨咖啡厅。
克瑞兄弟品位高雅、自命不凡且充满书生气，他们经常与普通家庭、蓝领事业的的父亲经常发生口角。另外，这对兄弟之间的亲密关系也充斥着紧张，兄弟姐妹之间的竞争关系在他们两人的关系中尤其突出。作为致力于解决他人生活和关系问题的心理学家兄弟，克瑞二人并不擅长处理自己二人之间的问题。剧集中其他常见话题包括奈尔斯与他从未露面的第一任妻子（后离婚）麦瑞斯之间的关系、弗雷泽的爱情经历、马丁退休后的性生活，以及兄弟二人在上流社会中遭受的各种经历和挫折。
| 剧季 | 集数 | 首播播放时间  | 首播播放时间  | 当年收视排名 | 当年收视总人数（百万） |
| ---- | ---- | ------------- | ------------- | ------------ | ---------------------- |
| 剧季 | 集数 | 播出开始时间  | 播出结束时间  | 当年收视排名 | 当年收视总人数（百万） |
| 1    | 24   | 1993年9月16日 | 1994年5月19日 | 7            | 26.8                   |
| 2    | 24   | 1994年9月20日 | 1995年5月23日 | 15           | 21.1                   |
| 3    | 24   | 1995年9月19日 | 1996年5月21日 | 11           | 20.6                   |
| 4    | 24   | 1996年9月17日 | 1997年5月20日 | 16           | 17.5                   |
| 5    | 24   | 1997年9月23日 | 1998年5月19日 | 10           | 18.3                   |
| 6    | 24   | 1998年9月24日 | 1999年5月20日 | 3            | 23.9                   |
| 7    | 24   | 1999年9月23日 | 2000年5月18日 | 6            | 21.8                   |
| 8    | 24   | 2000年9月24日 | 2001年5月22日 | 13           | 15.8                   |
| 9    | 24   | 2001年9月25日 | 2002年5月21日 | 16           | 15.7                   |
| 10   | 24   | 2002年9月24日 | 2003年5月20日 | 32           | 13.1                   |
| 11   | 24   | 2003年9月23日 | 2004年5月13日 | 35           | 12.0                   |

List of Frasier episodes

## 角色

### 主要角色
- 凯尔西·格拉默饰演弗雷泽·克瑞，一名电台心理学家。他是一个挑剔、神经质、有教养但又有一些傲慢的人。在举止优雅的高学历的母亲和警察父亲的陪伴下长大成人。弗雷泽成长为上流社会温文尔雅且矫揉造作的象征，但依然对工人阶级文化抱有同情心。在他回到西雅图后，他开始心安理得的享受他的社会地位，但却变得更加自私和冷漠，这可能是受到了他的弟弟奈尔斯·克瑞的影响。尽管弗雷泽变得越来越傲慢，但他依然头脑清醒，并有着坚定的是非观。
- 简·李维斯饰演黛芬妮·沐恩 （结婚后改姓克瑞），来自曼彻斯特的英国人、理疗师和管家。她受聘于弗雷泽照顾他的父亲马丁。黛芬妮奇特的工人阶级背景和她自称拥有的通灵能力（正确率相当高）经常引申出黛芬妮对她不同寻常的家庭的有趣结论，这也经常引发克瑞一家的疑惑。尽管黛芬妮出身普通，奈尔斯依然立即爱上了她。奈尔斯对黛芬妮的迷恋以及她对这一迷恋一无所知的情形实在该剧的前几季中逐渐发展形成的。
- 大卫·海德·皮尔斯饰演奈尔斯·克瑞，弗雷泽的弟弟，一名私人执业的精神病医生。受过良好教育、神经质焦虑、且比弗雷泽更加傲慢自私的奈尔斯是弗雷泽注意到自己问题的镜子。奈尔斯也是充满爱心、有勇气和善良的人，这些优秀品质在他的爱人严重弥补了他的尚书缺点。奈尔斯与他的各个弗雷泽关系非常亲密，不过他们兄弟间的激烈竞争为观众提供了很多笑料。和弗雷泽相似，奈尔斯热爱艺术、音乐和智力运动，而不是体育活动（尽管他也擅长壁球和槌球运动）。奈尔斯有着严重的洁癖，在与人接触后他必须要擦手，在公共场合他会先擦椅子再坐下。
- 皮尔·吉尔平饰演若兹·道尤，弗雷泽电台节目的制作人。若兹来自于威斯康星州的布卢默，是一位单身女性。她的嗓音富有女性磁性，在弗雷泽的听众中广受欢迎。她并不掩饰自己的开放的私人生活，这也是该剧很多诙谐评论的主题，特别是来自于克瑞兄弟。
- 约翰·马奥尼饰演马丁·克瑞，弗雷泽和奈尔斯的父亲，他是一位直言不讳切生活悠闲的退休警察。马丁因为一次臀部枪伤而被迫退休，这次受伤也让他难以独自生活，因此他不情愿地接受弗雷泽的邀请与他一同生活。尽管他和他的儿子们在爱好和性格方面几乎毫无共同点，但他们之间的关系随着剧情而日益亲密。马丁和他的宠物犬艾迪之间的亲密关系、他对啤酒（特别是百龄坛啤酒）的热爱，以及他的黄绿色沙发永远是弗雷泽痛苦的根源。

### 常驻演员
- 丹·巴特勒饰演鲍勃“斗牛犬”布里斯科（第 4 季–6 季；第 1 季的常驻演员；第 2 季–3 季的特别出演；第 7 季和第 9 季–11 季的特邀嘉宾），鲍勃“斗牛犬”布里斯科和他主持的厌女主义的“奇妙体育”紧随弗雷泽在 KACL 的时间段之后播出。 斗牛犬经常对弗雷泽的恶作剧以及为了催促他让出播放室而打断他的播出，成为了弗雷泽和若兹与斗牛犬之间的长久冲突根源。
- 玛莎·曼森为雪莉·登普西（第 4 季 – 5 季），马丁的性格张扬的女朋友，其品位和看法经常造成其他家庭成员的对立和争论。
- 爱德华·希伯特饰演吉尔·切斯特顿（第 2 季 – 8 季；第 10 季-11 季;第 1 季嘉宾），充满了小布尔乔维亚风格的KACL餐厅评论家。
- 帕特里克·克尔饰演诺埃尔·谢普斯基（第 6 季–11 季；第 1 季客串演员；第 3 季–5 季），KACL 技术助理和狂热的星际迷航爱好者，他会说流利的克林贡语并不断骚扰若兹。
- 汤姆·麦高恩饰演肯尼·戴利（第 7 季–11 季;第 5 季–6 季的嘉宾），KACL的电台经理。
- 哈里特·桑索姆·哈里斯饰演碧碧·格蕾泽（第 1-11 季），弗雷泽的浮夸且狡猾的经纪人。奈尔斯形容她是“毫无真诚的麦克白夫人”，她会用任何方法让她或她的客户获益。
- 米利森特·马丁饰演沐恩夫人（第 9-10 季；第 7、11 季客串），黛芬妮的母亲。
- 布莱恩·克鲁格曼饰演柯比（第 9 季；第 8 季客串）、鲍勃和拉娜的儿子，以及 KACL 的兼职职员。
- 阿什莉·托马斯饰演爱丽丝（第 10 季–11 季；第 9 季联合主演），若兹的女儿。

### 笔记
所有主要演员在 11 年中都保持不变。该剧集于 2004 年结束时，格拉默共扮演弗雷泽·克兰 (Frasier Crane) 角色长达 20 年之久，其中包括他在《欢乐酒家》(Cheers) 中的九季表演，以及一次在《翅膀》(Wings) 中饰演同名角色，格拉默 (Grammer) 因此获得了艾美奖提名；当时，他与詹姆斯·阿内斯 (James Arness) ——在《枪炮弹》中饰演的马特·狄龙(Matt Dillon) ——并列为黄金时段电视上出场时间最长的角色。 此后，《辛普森一家》的配音演员出场时长超越了这一记录，而在真人出演的电视剧中，理查德·贝尔泽 (Richard Belzer) 饰演约翰·蒙克(John Munch) 和玛丽斯卡·哈吉泰 (Mariska Hargitay) 饰演奥利维亚·本森(Olivia Benson)（均在《法律与秩序：特殊受害者小组》中）其他几个电视剧集）抄录饿了格拉默的记录。格拉默因饰演弗雷泽而一度成为美国收入最高的电视演员，而简·李维斯则成为了当时英国收入最高的女演员。 
除了这些角色关系之外，其他故事线还包括弗雷泽在欢乐酒家时的角色关系，例如他的前妻莉莉丝·斯特宁（ 碧碧·纽沃斯 ）和他们的儿子弗雷德里克（ Trevor Einhorn） 。

### 重聚
自 1990 年以来，格拉默一直是《辛普森一家》中杂耍鲍勃的配音演员。在 1997 年的一集中（当时欢乐一家亲仍在播出中），根据剧集标题“另一个系列的兄弟”的暗喻，动画角色的兄弟：塞西尔·特威利格在这一集登场，由皮尔斯担任配音演员。这一集包含了许多欢乐一家亲的衍生产物，包括一个欢乐一家亲风格的辛普森一家的过场标题和它的标志性标题卡。在 2007 年的剧集中“恶魔的葬礼”中，皮尔斯第二次以塞西尔身份（自弗雷泽结束后的第一次）与格拉默一起配音。这一集介绍了兄弟俩的父亲罗伯特·特威利格博士，该角色由马奥尼配音。
演员重聚也出现魅力克利夫兰的四集剧情中，其中主要演员是李维斯和温迪·马利克（在欢乐一家亲结束时扮演马丁的女朋友）。在第二季“出生时不分离”和第三季“葬礼破坏者”中，马奥尼客串出演了一个被贝蒂·怀特这个角色迷住的服务员。吉尔平出现在“我爱卢奇（第 1 部分）”一集中，汤姆·麦高恩（饰演肯尼·戴利）作为选角导演出现在“爱你的邻居”中。 魅力克利夫兰由苏珊·马丁创作，他作为编剧编写了多集欢乐一家亲。

## 制作

### 创作
在 欢乐酒家的第八季期间，格拉默与C欢乐酒家制作人大卫·安格尔、皮特·凯西和大卫·李（他们将继续制作《翅膀》）达成协议：在欢乐酒家完结后，他们将共同制作一个新的系列电视剧。 在第 10 季已经明示第 11 季将是最后一季后，该小组开始共同制作新的系列电视剧。 
格拉博开始并不像继续扮演弗雷泽·克瑞，且安格尔、凯西和李也不希望新电视剧拿来与《欢乐酒家》做比较，这种情况已经给他们之前创造的《翅膀》造成了麻烦。三人希望格拉默可以扮演一位类似马尔科姆·福布斯一样的富有的、瘫痪在床的出版商。他将会在他的公寓里开展自己的事业。该剧的另一个重要角色是一位“市井滑头”风格的西班牙裔护士，她会与主角产生一系列剧情冲突。 虽然格拉默喜欢这个创意，但派拉蒙电视对此并不感冒，并建议以弗雷泽·克瑞这个角色为主角创建剧集。格拉默最终同意了这一建议，但制片人希望将新剧的场景设置得尽可能远离波士顿，以防止NBC要求欢乐酒家的其他角色在新剧的第一季中客串。在最初选择丹佛后，安吉尔、凯西和李最终选择了西雅图作为背景。 
主创团队不希望弗雷泽开设私人心理诊所，这会让该剧与《鲍勃纽哈特秀》雷同。从他们对欢乐酒家的一个从未实现的想法中，他们构思了一个在广播电台工作的心理医生的想法，环绕着“古怪但可爱”的角色。在意识到这个场景会让观众联想到《辛辛那提的WKRP》之后，创作团队决定把剧情重点放在弗雷泽的家庭生活上，相比之下《欢乐酒家》很少探讨家庭关系。李参考了他自己在“与年迈的父亲和他从未理解的成年儿子之间的关系”的经历后认为这将是《欢乐一家亲》的一个很好的主题。尽管弗雷泽曾（两集）上《欢乐酒家》中提到，他的父亲是一名科学家且已经去世，但安格尔，凯西凯西和李并没有注意到这一情况，因为当时他们并没有参与拍摄这两集剧集。格拉默指出这一问题时，创作团队已经顺利进入创作流程，因此他们决定暂时忽略这一矛盾。在第二季中，这一矛盾得到了解决，弗雷泽说明他为避免透露父亲的真实情况而向《欢乐酒家》中的其他角色撒谎。
原始创意中被保留的的一个重要角色是是弗雷泽父亲的住家医疗保健提供者。格拉默指出，由于他的家族历史发生了变化（尽管后来进行了调整），因此很少有欢乐酒家中的弗雷泽的相关设定很少传递到欢乐一家亲中的弗雷泽，甚至这个角色的性格都发生了改变。这是因为欢乐一家亲中的弗雷泽必须更加扎根于剧集之中，从而允许其他配角可以更加古怪。

### 选角
Martin Crane 以创作者凯西的父亲为原型，他在三藩市警察局工作了 34 年。创作团队向 NBC 建议他们选择像马奥尼这样的人选，NBC 告诉他们，如果他们能得到马奥尼，他们可以不用试镜就雇用他。格拉默和制片人都联系了马奥尼，制片人飞往芝加哥，在晚餐时向马奥尼展示试播剧本。读完后，马奥尼接受了。小时候失去父亲的格拉默和没有孩子的马奥尼立即建立了亲密的父子关系。
在讨论马丁的护士时，NBC 的沃伦·利特菲尔德建议这个角色是英国人而不是西班牙裔，并提议李维斯出演这一角色。格拉默起初不认同这一想法，因为他认为演员阵容使节目类似于《保姆和教授》，但在与李维斯会面试读剧本后认可了她。马奥尼和李维斯很快就因他们共有的英国传统而结下了不解之缘；马奥尼幼年生活在曼彻斯特，而李维斯是曼彻斯特人。
奈尔斯这个角色并不是该剧最初创意的一部分。弗雷泽在《欢乐酒家》中告诉他的酒友他是独生子。然而《翅膀》的助理选角导演希拉·格思里给制片人带来了皮尔斯的照片（她在《权力的存在》中结识了他）并指出他与格拉默初次在《欢乐酒吧》中登场时的相似处。如果该剧希望创造弗雷泽兄弟这一角色，她会推荐皮尔斯。创作团队被皮尔斯和格拉默的相似之处以及他的表演能力所“震撼”。他们决定忽略佛雷泽在《欢乐酒家》中的台词，并为皮尔斯创作了这个角色。皮尔斯意识到自己在没看到剧本之前就接受了这个角色。当他得到剧本后，他开始担心他的角色本质上是弗雷泽的复制品并认为这是行不通的。值得注意的是，在角色团队第一次试读剧本之前，制片团队从未听过皮尔斯或马奥尼的台词朗诵，因为这二人未经试镜就获得了角色。
唯一被要求试镜的主要角色是若兹·道尤，这一名字是为了纪念《翅膀》的制片人。制片团队随意地试镜了大约300名女演员，所有肤色的女性都在考虑范围。 丽莎·库卓最初获得了这个角色，但在排练期间，制片团队决定他们需要一个在若兹的工作中显得更加自信并能够控制住弗雷泽的演员，而库卓并不符合这一要求。创作团队很快决定更换演员为吉尔平，她是他们的第二选择。
该剧最初的核心是弗雷泽和马丁之间的父子关系，这也是第一季剧集的重点主题。然而该剧一播出，奈尔斯就称为一个突破性的角色。从第二季开始，克瑞兄弟之间的关系和其他以奈尔斯为中心展开的情节占据了更多的篇幅。 制片团队最初并未考虑让奈尔斯的妻子麦瑞斯成为一个隐形角色，因为他们不像让人们将麦瑞斯与《欢乐酒家》中《欢乐酒家》中诺姆的妻子维拉相比较。制作团队本来计划让麦瑞斯在几集剧集之后出现，但他们非常喜欢为她的缺席写借口。最终，他们决定让麦瑞斯成为隐形角色。而且在她出现越来越古怪的特征后，没有一个女演员可以扮演她。 

### 布景和摆放
弗雷泽的公寓设计为超现代折衷主义风格（正如弗雷泽本人在试播中描述的那样）。该剧广为人知的标志性元素之一是公寓的设计，其中的一些设计元素，例如略微错层的设计、带有三角形木质镶嵌特征的门、众多知名高端家具（如Coco Chanel复制品沙发、 伊姆斯躺椅和瓦里奇椅）以及经常受到来访者称赞的露台美景。公寓的主要空间包括开放式概念起居区，台阶下是一个休闲区和用餐区，还有一个通往较高一层的后露台的钢琴出口。该场景还拥有一个开放式拱门的厨房。这一场景还布置了一部分建筑走廊和电梯门和电梯门，以及大门附近的化妆间。起居区外的两条走廊看似上通向公寓的三间卧室。但实际上这些房间都是被单独布置而成的。 
西雅图的任何建筑或公寓都无法观看到从弗雷泽公寓角度看到的西雅图美景。这一景观的设计是为了让西雅图最具标志性的地标太空针塔更加显眼。根据第一季的 DVD 附赠部分可以看到片场所使用的照片是从悬崖顶上拍摄的，这一悬崖可能在可能凯里公园。尽管如此，据说《欢乐一家亲》对 1990 年代西雅图的高档城市生活方式的出现做出了贡献，买家在与剧中描绘的地点相似的地方寻找房产，以享受“弗雷泽的国际化感觉”。 
另一个主要场景是 KACL 的演播室，弗雷泽在那里广播他的节目。演播室本身由两个房间组成：广播室和控制室。剧组还布置了演播室外的一段走廊（通过演播室后面的窗户可以看到），可以从侧面拍摄以观察走廊本身。该布景是根据 ABC 当时位于洛杉矶的全新演播室而设计，制作设计师曾参观过这些演播室。麦克风等技术元素会定期更新以符合最新技术。虽然演播室没有“前”墙（第四面墙），但有时剧组会布置前墙以剧集中使用。有时候某摄像机是从演播室后面拍摄，而不是像往常一样在它面前拍摄。 
制片团队希望该剧角色们在家庭和工作之外有一个聚会场所，让角色可以湖面。制作设计师在西雅图旅行中看到许多新兴的咖啡店，因此他想制作团队建议他们选择咖啡厅作为该剧的聚会场所。与西雅图流行的许多相对现代风格的咖啡店设计不同，制作设计师选择了一种更温暖、更诱人的风格，看起来更成熟和传统。为了避免与 《欢乐酒家》中的酒吧有任何相似之处，设计师特别避免使用圆凳。在参考了几家洛杉矶咖啡店之后，设计师在后墙上增加了一个书柜，暗示顾客可以在享用咖啡的同时阅读图书。该剧使用了三个版本的内部场景，具体取决于每集其他场景需要多少空间。如果没有完整版本的空间，剧组会使用一个省略了离观众最近的桌子的较小版本。剧组会使用最小的场景版本，这一场景版本后部台阶上的咖啡厅部分将会被设置在观众看台下方。另外，咖啡厅的户外部分也单独设置为一个场景 

### 拍摄
在拍摄中，演员们对于剧本的修改建议有着极高的自由程度。格拉默使用了一种他称之为“必要的不尊重”的表演方法：他不和其他角色一起排练，而是在现场拍摄每个场景之前学习和排练一次他的台词。这一方法虽然有效，但经常引发客串明星的不安。
1996 年，格拉默因经常酗酒而引发了一场车祸。其他演员和工作人员进行了干预，说服他进入贝蒂福特中心，将拍摄推迟了一个月。
只有一集剧集，“第1000场秀”是在西雅图拍摄的。与《欢乐酒家》一样，大多数剧集都是在派拉蒙工作室的第 25 拍摄间或在洛杉矶及其周边的地点拍摄的。

### 名人配音
KACL 来电者的台词在拍摄期间由匿名配音演员朗读在现场观众前朗读，在后期制作期间这些台词被名人配音取代，这些名人实际上无需进入演播室就可以拨打他们的电话。剧季结局的片尾字幕显示了当季“打进电话”的名人的灰色头像照片。提供配音的来电名人包括玛丽·泰勒·摩尔，阿娇安德森，凯文·贝肯，哈莉·贝瑞，梅尔·布鲁克斯，辛迪·克劳馥，比利·克里斯特尔，菲尔·多纳休，大卫·杜楚尼，希拉里·达芙，奥林匹亚杜卡基斯，嘉莉费雪，朱迪·福斯特，艺术加芬克尔，麦考利卡尔金、伊利亚伍德、琳达汉密尔顿、达丽尔汉娜、朗霍华德、埃里克艾德尔、斯蒂芬金、杰雷诺、劳拉琳妮、约翰利思戈、马友友、威廉H梅西、亨利曼奇尼、瑞巴麦肯泰尔、海伦米伦、埃斯特尔帕森斯、小弗雷迪·普林兹、克里斯托弗·里夫、卡莉·西蒙、加里·西尼斯、玛丽·斯汀伯根、本·斯蒂勒、马洛·托马斯、罗伯·莱纳、卡尔·莱纳、莉莉·汤姆林和埃迪·范海伦。一些“来电者”也曾客串出演，例如帕森斯和琳妮，他们在最后一季扮演了弗雷泽最后的恋人。

### 贡献
该节目的主题曲《拌沙拉和炒鸡蛋》由格拉默演唱，并在每集的片尾播放。曾为《翅膀》作曲的作曲家布鲁斯·米勒被要求避免明确提及与该节目相关的任何主题，如广播或心理学。米勒完成音乐后，作词家达里尔·菲内斯 (Darryl Phinnesse) 想出了这个标题，因为它们就像弗雷泽·克瑞 (Frasier Crane) 的病人一样，“混杂在一起”。歌词间接参考了克瑞的电台节目；例如，“我听到忧郁的来电”是指那些因陷入困境而打电话给节目的听众。 格拉默录制了主题曲最后一句台词的几个版本，这些变体版本轮流出现在剧集中。除了剧季结局之外，还有一个简短的、无声的场景，通常会重新聚焦于该集的中心故事之外的一个小支线情节，并带有字幕和歌曲，演员根据编剧的建议在没有书面对话的情况下进行表演。 
每集开头的标题卡显示了黑色背景的在节目标题上方以西雅图天际线形状绘制的白线。在大多数剧集中，一旦出现天际线和标题，天际线就会出现一小段动画，例如窗户亮起或直升机升空。每个季节标题文本的颜色都会改变（分别为：蓝色、红色、绿松石色、紫色、金色、棕色、黄色、绿色、橙色、金属银和金属金色）。在标题卡上会播放了 25 个简短音乐提示中的一个，与剧末主题相呼应。 

### 续集
关于续集的讨论始于 2016 年，但最初被格拉默否认，重续集的讨论在 2018 年中后期再次兴起，格拉默确认他们正在考虑这件事。 2019 年 2 月和 3 月，他在几次采访中表示，《欢乐一家亲》可能会拍摄续集。 格拉默曾表示，此次拍摄续集将会是弗雷泽·克瑞角色的“第三幕”，可能会出现在西雅图以外的新环境中。他还表示一个新的电视剧将向 2018 年去世的约翰·马奥尼致敬。 
2019 年底，格拉默表示“我们已经为《欢乐一家亲》的续集制定了计划”，最初有报道称该续集将于 2020 年播出。 2021 年 2 月，据报道，派拉蒙 +正在讨论续集， 续集可能是在 2022 年的播出的 10 集。 
2021 年 2 月 24 日，续集获得了派拉蒙 +上独家首映的批准。格拉默说，他“兴高采烈地”期待“分享弗雷泽·克瑞博士旅程的下一章”，正如他“在派拉蒙度过的 20 多年的创造性生活”。
由于格拉默对即将举行的另一剧集做出的承诺，因此预计要到 2022 年才能开始拍摄续集。目前还没有宣布其他演员，但据了解，制作团队已经与大卫·海德·皮尔斯进行了接触。简·李维斯和 皮尔·吉尔平之前曾讨论过续集的可能性。 

## 与《欢乐酒家》的关系
除了瑞贝卡·豪（克瑞斯蒂·艾力），《欢乐酒家》所有在世的主要演员都曾出现在《欢乐一家亲》上。莉莉丝·斯特宁( 碧碧·纽沃斯) 是唯一一个多次出现的角色，总共出现了十二集。
在第 8 季的《欢乐酒家》剧集“每个男孩配两个女孩”中，弗雷泽告诉山姆·马龙（泰德丹森饰演）他的父亲是一名研究科学家并已经去世。在《欢乐一家亲》第二季的“山姆现身秀”中，当山姆遇到马丁时，弗雷泽解释说当时他在电话中与父亲争吵后很生气。然而，在“伍迪现身秀”中，当见到马丁时，伍迪说他记得听说过他。然而伍迪以糊涂而出名，这里可能是在讽刺伍迪。
在2002年第 9 季的《欢乐一家亲》“快乐的道别”剧集中，弗雷泽返回到波士顿发表演讲，并与奈尔斯，黛芬妮和马丁一起前去访问这座城市。弗雷泽在机场遇到克里夫·克拉文（约翰·拉岑伯格饰），得知克里夫即将退休并搬到佛罗里达州。弗雷泽和他的同伴参加克里夫的退休派对，弗雷泽和《欢乐酒家》中的其他好友（除了山姆、伍迪、戴安和瑞贝卡）重聚，其中包括酒吧常客诺姆·皮特森（乔治·温特饰）、女服务员卡拉·托特利（雷亚·帕尔曼饰）、巴弗利·保罗·克拉彭斯（保罗·威尔森饰）和菲尔（菲利普·帕尔曼饰），以及克里夫的邮局老死敌沃尔特·特威切尔（瑞伊·伯克饰）。
在《欢乐一家亲》的第 11 季剧集中，“在演出中装上”中，弗雷泽的已婚前妻、儿童艺人保姆 G 来到镇上并邀请他在后台约会。保姆 G 出现在《欢乐酒家》剧集“一个拥抱，另一个不”（1992）中，由艾玛·汤普森饰演。在《欢乐一家亲》的这一集中，她由劳里梅特卡夫描绘。该角色的年轻版本（这次由迪娜·沃特斯饰演）出现在《欢乐一家亲》第 9 季的第二集中，“地狱中的唐璜：第 2 部分”，与纽沃斯和谢莉·朗一起分别扮演莉莉丝和黛安·钱伯斯的角色。在这一集中，丽塔·威尔逊（Rita Wilson）还饰演弗雷泽的母亲海丝特（Hester），她在第 7 季首映式“妈妈咪呀”中短暂亮相；在“地狱中的唐璜：第 2 部分”中，黛安还提到了《欢乐酒家》的第 3 季剧集“黛安遇见妈妈”，其中海丝特（当时由南希·马尔尚饰演）威胁要杀掉黛安。黛安（再次由朗饰演）在“黛安回归秀”（第 3 季第 14 集）中扮演核心角色，并在第 2 季“天堂冒险：第 2 部分”中短暂客串。
《欢乐一家亲》的一些演员之前曾在《干杯》中扮演小角色。在“不要抛弃我，我的邮递员”（1992 年）一集中，约翰·马奥尼扮演了塞·弗莱贝克，一位被瑞贝卡聘用为酒吧写歌的过气音乐作家。在其中，格拉默和马奥尼之间有几句台词交流。 皮尔·吉尔平出现在“伍迪赢得了选举”的 《欢乐酒家》剧集中，她扮演一名记者采访正在竞选公职的伍迪。
《欢乐一家亲》的布景是在《欢乐酒家》完成拍摄后的同一个舞台上布置的。

## 反响

### 评论界反响
《欢乐一家亲》是有史以来最受好评的喜剧系列之一，也是电视史上最成功的衍生系列之一。评论家和评论员普遍高度评价该剧。
卡罗琳·弗罗斯特表示该系列整体表现出很高水平的机智幽默，但他指出许多评论家认为黛芬妮和奈尔斯在第 10 季的婚姻抵消了该剧大部分喜剧张力。肯·塔克觉得他们的婚姻让这部剧看起来对故事情节很绝望，而罗伯特·比安科则认为这是一个在播出这么多时间后质量开始下降的征兆。凯尔西·格拉默承认了创作的停滞，称在之后的两季中，这部剧“把自己看得太严肃了”。评论家承认，在作家克里斯托弗·劳埃德和乔·基南回归后，情况有所改善，尽管不一定达到其早期的高标准。
在写第一季时，约翰奥·康纳将《欢乐一家亲》描述为一个较为非原创的创意，但表示它大体上是一个“精彩的电视剧”，而塔克认为第二季从“雅俗共赏的幽默中受益匪浅”。塔克的评论指出，作为一个电视剧的法则，格拉默不应该贬低他的观众。凯文·切里认为，《欢乐一家亲》能够凭借不对时事发表任何评论来保持其新鲜感，因为这让该节目在政治和社会层面上保持中立。其他评论家，例如海顿·布什，不同意这种观点，他们认为《欢乐一家亲》的成功应该归因于喜剧的时机和角色之间的融洽关系。约瑟夫·J·达罗夫斯基和凯特·达罗夫斯基称赞了该剧传达的整体信息：在 11 季中见证了几个孤独、破碎的人建立了温暖、关怀的关系。虽然各个剧集的质量大相径庭，但整个剧集都伴随着明确的主题和从试播到结局的剧情演变。《经济学人》将在该剧首映 25 周年之际写一篇文章说：“很明显，观众仍然需要《欢乐一家亲》提供的那种智慧和发自内心的喜剧效果。”
尽管后几季受到许多批评，但伴随着对该剧完结而发表了各种评论——例如毕安卡所说的“成人情景喜剧的终结”，评论家至少一致赞扬了前几季剧集，对该系列的消亡发表了各种评论。评论家将该剧集的滑稽元素，特别是在后期的剧集，与较早的情景喜剧《三人行》进行了比较。NBC 新闻撰稿人温德尔·威特勒 (Wendell Wittler) 将误会的时刻描述为“受到经典礼仪喜剧——例如弗雷泽的浮夸频繁地受挫——的启发”。
2017 年，也就是节目结束 13 年后，据报道《欢乐一家亲》在Netflix上经历了“复兴”，并“作为流媒体服务最舒缓的剧集之一实现了第二次生命”。

### 奖项
该剧在播出 11 年期间共获得 37 项黄金时段艾美奖，打破了 CBS 的“玛丽泰勒摩尔秀” （29 项）长期保持的纪录。直到 2016 年《权力的游戏》赢得 38 场胜利，它的这一记录才被终结。格拉默和皮尔斯各赢了四项奖项，其中第五和第十一季两人各自获得了一项奖项。该系列与ABC 的《摩登家庭》并列连续赢得杰出喜剧电视剧最多的奖项，在 1994 年和 1998 年之间赢得了五项奖项。
格拉默因在《欢乐酒家》和《欢乐一家亲》中扮演弗雷泽·克瑞以及 1992 年在《翅膀》上的客串出现而获得艾美奖提名，这使他成为唯一一位因在三个不同的节目中扮演相同角色而获得提名的演员。2003年《欢乐一家亲》第十季时格拉默首次没有获得艾美奖提名。然而，皮尔斯在该剧的每一年都获得提名，皮尔斯在 2001 年获得了第八次提名后打破了格拉默的获提名记录。此后，他又获得了三项提名。
1994 年，“媒人”一集在 TV Guide'有史以来最伟大的 100 集中排名第 43 位。2000 年，作为BFI TV 100 的一部分，该剧被英国电影协会的 1,600 名行业专家小组评为有史以来最伟大的国际节目。2002年，《欢乐一家亲》在电视指南史上最伟大的50个电视节目 排名34号位。在 2006 年第 4 频道对情景喜剧行业的专业人士进行的一项民意调查中，《欢乐一家亲》被评为有史以来最好的情景喜剧。

### 狂热和文化影响
《欢乐一家亲》于 1997 年 9 月 15 日开始在其他电视台它在特定国家/地区的Cozi TV 、 Hallmark Channel 、 Amazon Prime Video 、 Hulu 、 Paramount+ 、 Peacock和Crave上可以收看。 Netflix从 2020 年起停止提供该剧。 
该剧的受欢迎程度引发了多个粉丝网站、播客和出版物。主要关注该节目的播客包括与凯文·史密斯的谈话沙拉和炒鸡蛋和马特·米拉的弗雷泽分析。
该剧的原声带于 2001 年发行。 

#### 图书
- 内瓦萨咖啡馆：鉴赏家的食谱，声称由弗雷泽和奈尔斯·克瑞撰写，在剧集制作期间出版。 [80]
- 欢乐一家亲：一部文化史，作者：约瑟夫·J·达罗夫斯和基凯特·达罗夫斯基，由 Rowman & Littlfield 于 2017 年出版，作为他们电视系列文化史的一部分，分析了该节目并提供了对屏幕故事和幕后塑造它的努力的见解.[81]
- 欢乐一家亲：屡获殊荣的派拉蒙电视喜剧的官方伴侣，弗雷泽杰斐逊·格雷厄姆 (Jefferson Graham) 提供了该系列和几个剧本集的幕后花絮。 [82]
- 我的狗生 ，作为冒丝的自传出版，冒丝在前几季扮演艾迪。 [83]

## 衍生商品

### 家庭媒体
派拉蒙家庭娱乐公司和（从 2006 年起） CBS DVD COZI TV已在区域 1、2 和 4 中以 DVD 形式发行了《弗雷泽》的所有 11 季。包含整个 11 季的 44 盘包也已发布。
2015 年 4 月 7 日，CBS DVD 发行了Frasier: The Complete Series on DVD in Region 1。 
| DVD名称                 | 集数 # | 发行日期            | 发行日期            | 发行日期           |
| DVD名称                 | 集数 # | 区域 1              | 区域 2              | 区域 4             |
| ----------------------- | ------ | ------------------- | ------------------- | ------------------ |
| 完整的第 1 季           | 24集   | 2003 年 5 月 20 日  | 2003 年 11 月 24 日 | 2004 年 1 月 13 日 |
| 完整的第 2 季           | 24集   | 2004 年 1 月 6 日   | 2004 年 6 月 7 日   | 2004 年 6 月 3 日  |
| 完整的第 3 季           | 24集   | 2004 年 5 月 25 日  | 2004 年 9 月 6 日   | 2004 年 9 月 10 日 |
| 完整的第 4 季           | 24集   | 2005 年 2 月 1 日   | 2005 年 7 月 18 日  | 2005 年 7 月 20 日 |
| 完整的第 5 季           | 24集   | 2005 年 6 月 7 日   | 2006 年 11 月 27 日 | 2007 年 1 月 11 日 |
| 完整的第 6 季           | 24集   | 2005 年 9 月 13 日  | 2007 年 5 月 14 日  | 2007 年 5 月 3 日  |
| 完整的第 7 季           | 24集   | 2005 年 11 月 15 日 | 2007 年 7 月 9 日   | 2007 年 7 月 12 日 |
| 完整的第 8 季           | 24集   | 2006 年 6 月 13 日  | 2008 年 2 月 4 日   | 2008 年 2 月 14 日 |
| 完整的第 9 季           | 24集   | 2007 年 5 月 15 日  | 2008 年 4 月 28 日  | 2008 年 7 月 31 日 |
| 完整的第 10 季          | 24集   | 2007 年 12 月 11 日 | 2008 年 7 月 28 日  | 2008 年 11 月 6 日 |
| 完整的第 11 季/最后一季 | 24集   | 2004 年 11 月 16 日 | 2008 年 9 月 15 日  | 2009 年 1 月 15 日 |
| 完整剧集                | 264    | 2015 年 4 月 7 日   | 2008 年 10 月 6 日  | 2009 年 7 月 30 日 |
| 圣诞剧集                | 8      | 2017 年 10 月 10 日 |                     |                    |

前四个赛季也与一系列“最佳”录像带一起在 VHS 上发布。这些录像带带由第 1-4 季的四集组成。没有宣布更多的视频发布。
| 视频名称                               | 发布日期            |
| -------------------------------------- | ------------------- |
| 《欢乐一家亲》精选 1——从波士顿到西雅图 | 1999年              |
| 《欢乐一家亲》精选 2 – 克瑞 Vs. 克瑞   | 1999年              |
| 《欢乐一家亲》精选 3 – 连续约会家      | 1999年              |
| 《欢乐一家亲》精选 4 - 有其父必有其子  | 1999年              |
| 《欢乐一家亲》精选 5– 兄弟之爱         | 1999年              |
| 《欢乐一家亲》精选 6– 爱在空气中       | 1999年              |
| 《欢乐一家亲》套装                     | 1999年              |
| 完整的第一季                           | 2001 年 7 月 16 日  |
| 完整的第二季                           | 2001 年 12 月 3 日  |
| 第 3 季 - 第 1 部分                    | 2002 年 5 月 6 日   |
| 第 3 季 - 第 2 部分                    | 2002 年 7 月 1 日   |
| 第 4 季 - 第 1 部分                    | 2002 年 10 月 14 日 |
| 第 4 季 - 第 2 部分                    | 2002 年 11 月 18 日 |

已有一张《欢乐一家亲》CD发型，其中收录了该节目中的多首歌曲： 《拌沙拉和炒鸡蛋》于 2000 年 10 月 24 日发行。

### 图书
已经出版了几本关于《欢乐一家亲》的书，包括：
| 标题                                  | 出版商           | 国际标准书号       |
| ------------------------------------- | ---------------- | ------------------ |
| 欢乐一家亲精选                        | 第 4 频道书籍    | ISBN 0-7522-1394-6 |
| 内瓦萨咖啡馆：鉴赏家的食谱            | 奥克斯穆尔之家   | ISBN 0-8487-1550-0 |
| 欢乐一家亲                            | 袖珍书           | ISBN 0-671-00368-2 |
| 《欢乐一家亲》剧本                    | 纽马克特出版社   | ISBN 1-55704-403-1 |
| 晚安西雅图                            | 维珍图书         | ISBN 0-7535-0286-0 |
| 晚安西雅图II                          | 维珍图书         | ISBN 0-7535-0717-X |
| 你的“弗雷泽”智商是多少：501个粉丝问答 | 卡罗尔出版社     | ISBN 0-8065-1732-8 |
| 欢乐一家亲精选                        | 第 4 频道书籍    | ISBN 0-7522-6179-7 |
| 欢乐一家亲：文化史（电视文化史）      | 罗曼和利特菲尔德 | ISBN 1-4422-7796-3 |

## 进一步阅读
- Graham, Jefferson. . New York: Simon & Schuster Ltd. 1996. ISBN 0-671-00368-2.
- Gitlin, Martin. . Lanham, MD: The Scarecrow Press. 2014: 58–67. ISBN 9780810887244.
- Darowski, Joseph J.; Darowski, Kate. . Lanham, MD: Rowman & Littlefield. 2017. ISBN 9781442277960.